# 佐竹義明
佐竹 義明（さたけ よしはる）は、江戸時代中期の大名。出羽国久保田藩の第7代藩主。佐竹氏第25代当主。通称は求馬。官位は従四位下・侍従、右京大夫。

## 経歴
出羽岩崎藩主・佐竹義道の長男として誕生した。生母は佐竹義長の娘・昆（明鏡院）。幼名は延寿丸。初名は義局。
元文2年（1737年）3月28日、義道の世嗣として8代将軍・徳川吉宗に御目見する。宝暦3年（1753年）9月3日、先代の久保田藩主・佐竹義真の死去により、末期養子として家督を相続した。同年11月1日、9代将軍・徳川家重に御目見する。同年12月18日、従四位下・侍従、右京大夫に叙任される。宝暦5年（1755年）4月15日、初めてお国入りする許可を得る。
宝暦4年（1754年）7月、昨年来の米の凶作の対策として、幕府の許可のもと、銀札の発行を開始する。米の値上げを見込んだ商人らに銀札による米の買い上げを拒否されたため、銀札の兌換資金である銀正貨による買い上げに切替え、銀札発行は事実上失敗した。宝暦7年（1757年）、銀札発行をめぐり家中で推進派と反対派の抗争が激化する（秋田騒動）。推進派は処罰されて、銀札の発行は中止される。
宝暦8年（1758年）3月18日、久保田城において死去、享年36。跡を長男の義敦が継いだ。法号は恭温院徳岩玄光。墓所は秋田県秋田市の天徳寺。

## 系譜
- 父：佐竹義道（1701年 - 1765年）
- 母：昆、明鏡院 - 佐竹義長の娘
- 養父：佐竹義真（1728年 - 1753年）
- 正室：直（光源院）（1729年 - 1748年） - 佐竹義峯の娘
  - 長男：佐竹義敦（1748年 - 1785年）
- 側室：林氏
  - 次男：佐竹義方（1754年 - 1809年）

## 偏諱を受けた人物
義局時代
- 渋江局光（家臣）

義明時代
- 渋江明光（家臣、局光の養子）